# Synode von Trebur
Die Synode von Trebur (manchmal auch Konzil von Trebur; alte Schreibweise Tribur) war eine ostfränkische Reichssynode, die im Mai 895 stattfand.

## Rahmen
Die Synode fand in Trebur (historisch auch: Tribur) statt, wo sich eine Königspfalz befand. Die Synode tagte in der dortigen Kirche, wahrscheinlich einem Vorgängerbau der heutigen Laurentiuskirche. In diesem Zusammenhang wird eine Kirche in Trebur auch erstmals erwähnt. Geleitet wurde die Synode von Erzbischof Hatto I. von Mainz. Die Synode begann am 5. Mai 895 und dauerte mehrere Tage. Kaiser Arnolf war spätestens Anfang Mai in Trebur angekommen: Eine am 8. Mai von ihm dort ausgestellte Urkunde ist erhalten. Dass er gleichzeitig dort eine Reichsversammlung leitete, entstammt der Einleitung der Versio Diessensis-Coloniensis, widerspricht aber der Angabe in den Fuldaer Annalen, dass er sich nach Abschluss der Synode nach Worms begab, wo er eine Reichsversammlung abhielt. Vermutlich sollte im Nachhinein das Geschehen auf der Synode überhöht werden, um ihre Ergebnisse gewichtiger erscheinen zu lassen. Im Verlauf der Synode versicherten sich die Bischöfe der weltlichen Unterstützung durch den Kaiser und dieser der kirchlichen Unterstützung seiner Herrschaft.

## Inhalte
Die Ergebnisse der Synode sind ganz wesentlich von den unsystematisch zur Beratung eingebrachten Einzelfällen bestimmt. Ein (Reform-)Programm lag ihr nicht zugrunde, die Synode von Trebur 895 war – trotz der großen Zahl der Beteiligten – keine Reformsynode.

### Beschlossene Kanones
Die Synode verabschiedete eine Reihe von Kanones. Nachfolgend aufgeführt ist die „Lang-Version“ mit allen 58 Kanones der Vulgata-Fassung, auch wenn inzwischen für einen Teil nachgewiesen werden kann, dass sie in Trebur nicht Beratungsgegenstand waren, sondern durch spätere redaktionelle Bearbeitungen hineingelangten.
Vorwort (Capitulatio und Praefatio)

01 Gemeinsames Gebet für die Eintracht des Klerus und des Volkes

02 Untersuchung bezüglich eines bestimmten Priesters, der exkommuniziert wurde. 

03 Die Antwort des Königs und die allgemeine Verurteilung der Exkommunizierten

04 Aufteilung des Bußgelds bei Verletzung oder Tötung eines Priesters. Im ersteren Fall erhält er die Bußzahlung, in letzterem wird der Betrag zwischen der Kirche, in der er Dienst tat, dem Bischof und den Verwandten gedrittelt.
05 Dreifache Buße für den, der einen Kleriker im Immunitätsbereich einer Kirche angreift

06 Wenn jemand im Immunitätsbereich einen Kampf beginnt oder jemanden tötet, muss er – gleichgültig, wem die Kirche gehört – dieser die Buße zahlen.

07 Von denen, die Dinge der Kirche rauben

08 Von denen, die ein von den Bischöfen verhängtes Verbot missachten

09 Vorrang des bischöflichen gegenüber einem weltlichen Gericht

10 Dass ein Bischof nur von zwölf Bischöfen abgesetzt werden darf, ein Priester nur von sechs, ein Diakon nur von dreien

11 Wenn ein Geistlicher einen Mord begeht, darf er nicht von einem weltlichen Gericht vorgeladen werden.

12 Abgesehen von den Regelterminen an Ostern und Pfingsten soll nur in Notfällen getauft werden. 

13 Vom Zehnt 

14 Von den Zehnten alter und neu geweihter Kirchen

15 Die Bestattung der Toten soll bei einer Kirche erfolgen.

16 Für die Bestattung der Toten soll keine Bezahlung verlangt werden.

17 Kein Laie soll in der Kirche begraben werden.

18 Von den Gefäßen, mit denen die heiligen Geheimnisse hergestellt werden. 

19 Weder Wein allein noch Wasser allein sollen im  Kelch in der Eucharistiefeier angeboten werden. 

20 Verfahren bei Straftaten gegen Kleriker

21 Vom Rechtsstreit zwischen Priester und Laien: Während dem Laien ein Eid als Beweis auferlegt wird, genügt beim Priester dessen Wort. 

22 Ein freier Mann darf mit einem Reinigungseid einen Beweis antreten. Wenn jedoch die Gegenseite mehr Eidhelfer aufbringt, muss er entweder die Buße bezahlen oder sich dem Gottesurteil des „heißen Eisens“ unterwerfen. In einer etwas abweichenden Variante wird bei der Wahl des Beweismittels auch auf den Leumund des Verklagten abgestellt.

23 Von denen, die eine Nonne heiraten

24 Mädchen dürfen nur mit Zustimmung ihres Sorgeberechtigten vor dem zwölften Lebensjahr in ein Kloster eintreten. Tun sie das und der Sorgeberechtigte erhebt über Jahr und Tag keinen Einspruch, dann gilt die Zustimmung als erteilt.

25 Von Witwen, die in ein Kloster eintreten

26 Von den Mönchen, die aus dem Kloster flohen oder sich der klösterlichen Disziplin entzogen

27 Von Geistlichen, die einmal in den Klerus berufen wurden

28 Dass kein Bischof einem anderen einen Pfarrer abwerben soll

29 Kein Bischof darf einen Sklaven weihen, bevor er Freiheit erlangt hat und das Verfahren dazu.

30 Über denjenigen, der einen falschen Brief vom Heiligen Stuhl vorlegt

31 Wenn Diebe oder Räuber bei der Tat getötet werden, darf für sie nicht gebetet werden. Sterben sie erst, nachdem sie gebeichtet haben, gilt das nicht.

32 Wenn mehrere Miterben Ansprüche auf die Besetzung der Stelle an einer Eigenkirche erheben, soll der Bischof die Kirche ao lange schließen, bis sie sich geeinigt haben.

33 Über körperliche Gebrechen bei geweihten Personen

34 Über den, der im Kampf gegen die Heiden versehentlich dessen christliche Gefangene tötet

35 Kein Graf und kein Richter darf an Feiertagen, Sonntagen, Fastentagen oder Fastenzeiten eine Gerichtsversammlung abhalten

36 Wenn zwei Brüder einen Baum fällen und einer von ihnen durch den fallenden Baum getötet wird, so liegt kein bußwürdiger Sachverhalt vor.

37 Über eine Frau, deren Kind aufgrund ihrer Fahrlässigkeit versehentlich stirbt (ein Kind wird verbrüht, weil die Mutter es zu nah an den Herd gelegt hat).

38 Wenn ein Freier eine Unfreie heiratet, wird sie frei und das soll gestattet sein

39 Wenn ein Mann die Angehörige eines anderen Stammes heiratet (konkret ging es um einen Franken und eine Sächsin), ist das eine rechtmäßig geschlossene – und damit unauflösbare – Ehe. Der Mann wollte mit der Argumentation, dass die Ehe ausschließlich nach dem Stammesrecht der Frau geschlossen wurde, feststellen, dass eine rechtsgültige Ehe nicht zustande gekommen sei.

40 Ein Mann hat mit einer Frau Ehebruch begangen und ihr geschworen, sie zu heiraten, falls sie ihren Mann überlebt, was auch geschah. Diese Ehe wird verboten.

41 Wenn ein Mann eine Frau heiratet und nicht in der Lage ist, mit ihr den Beischlaf zu vollziehen, aber sein Bruder sie heimlich schwängert, soll die Ehe getrennt werden. Sie dürfen aber zusammen bleiben, wenn sie künftig auf Geschlechtsverkehr verzichten. 

42 Wenn jemand von einem Gau oder Bistum zu einem anderen wechselt und Inzest mit einer Nichte oder Cousine begeht, darf ihn deren Bischof zur Buße zwingen.

43 Wenn eine Person mit jemandem Ehebruch begeht und deren Sohn oder Bruder sie ohne Vorsatz verletzt

44 Wenn ein Mann Ehebruch begeht und sein Bruder die Frau heiratet, ohne es zu wissen

45 Wenn ein Mann mit zwei Schwestern sexuell verkehrt

46 Wenn die Frau die Ehe bricht und der Ehemann aus diesem Grund versucht, sie zu umzubringen, soll das Kirchenasyl sie schützen.

47 Ein Mann kann nach dem Tod des Taufpaten seines Sohnes die Witwe des Taufpaten heiraten. 

48 Wenn jemand die Tochter seiner Taufpatin heiratet, soll das gestattet sein.

49 Von denen, die durch Ehebruch Kinder gezeugt haben

50 Wer jemanden durch Täuschung vom rechten Glauben ab- oder dazu bringt, dass dieser ihn verliert, muss auf zwei Arten bestraft werden

51 Was den Fall betrifft, dass ein Mann mit der Frau eines anderen Ehebruch begeht, während er mit ihr zusammenlebt

52 Von Todschlag, der nicht im Affekt geschieht

53 Wenn ein Mann seinen Sohn ohne Vorsatz tötet, soll das wie andere Fälle der Tötung ohne Vorsatz gebüßt werden.

54 Von der Buße für einen vorsätzlichen Totschlag, die in mehreren Stufen über sieben Jahre abzuleisten war:

55 Von der 40-tägigen Buße (1. Stufe) 

56 Nach den 40 Bußtagen des ersten Jahres (2. Stufe) 

57 Buße des zweiten und dritten Jahres (3. Stufe) 

58 Buße des vierten, fünften, sechsten und siebten Jahres (4. Stufe) 

### Weitere Kanones
Im Sendhandbuch des Regino von Prüm finden sich weitere von ihm der Synode von Trebur zugeschriebene Kanones:
- Beim Tod des Priesters einer Eigenkirche darf deren Herr sich vom Vermögen des Priesters nichts aneignen. Vielmehr darf der Priester über zwei Drittel selbst verfügen, ein Drittel fällt an die Kirche.[30]
- Wenn jemand einen Kleriker schlägt oder verletzt, soll er nach kirchlichem und weltlichem Recht bestraft werden.[31]
- Eine Nonne darf nur mit Zustimmung ihrer Äbtissin das Kloster wechseln.[32]
- Ein Mann hatte sich freiwillig in die Sklaverei begeben, um die Scheidung zu erlangen. Weder wird der Scheidungsgrund anerkannt, noch ist ein solcher Schritt ohne die Zustimmung der Frau möglich.[33]
- Verfahren der Trennung unzulässiger Ehen[34]

### Wertung
Im Bereich des „Familienrechts“ liegt der Schwerpunkt eindeutig auf dem Bereich des außerehelichen Geschlechtsverkehrs und hier insbesondere auf Fällen von Inzest. Die kirchenrechtlichen Regelungen zur Eheschließung standen dagegen schon so weit fest, dass sie als selbstverständlich vorausgesetzt wurden. Regelungen zur Eheschließung traf die Synode von Trebur deshalb nicht. Die Regelungen zu Inzest und Geschlechtsverkehr außerhalb der Ehe stellten für die Bischöfe dagegen eine Möglichkeit dar, ihre Macht und ihren Einfluss in der Sphäre der Laien auszuweiten.
König Arnolf soll – aber das gibt im Wesentlichen nur die Versio Vulgata wieder – zugestimmt haben, dass die kirchenrechtliche Sanktion der Exkommunikation auf weltlicher Seite automatisch ein Verfahren vor einem königlichen Gericht zur Folge hatte und – falls der zum Gericht Geladene nicht erscheine – automatisch eine Acht nach sich ziehe. Die Versio Vulgata überhöht das reale Geschehen in Trebur aber erheblich, indem sie das beschriebene Zeremoniell und den eigenen Sprachduktus ins Erhabene und Feierliche verschiebt. Insofern ist zweifelhaft, ob hier Tatsachen berichtet werden oder ein überhöhter Idealzustand die Bedeutung der Synode nachträglich aufwerten sollte. Ohne solche Überlegungen zu berücksichtigen, kommt die Edition der Synode in Monumenta Germaniae Historica zu der Wertung, dass die Synode von Trebur eines der eindrucksvollsten und wirkmächtigsten Konzilien der Karolingerzeit gewesen sei.

### Überlieferung
Das Ergebnis der Synode ist in drei Fassungen überliefert, eine mit
- 31 Kanones, die Versio Diessensis-Coloniensis[40]
- 35 Kanones, die Versio Catalaunensis[41]
- 58 Kapiteln, die Versio Vulgata[Anm. 4][42]

Während es von der Versio Catalaunensis mittelalterliche Abschriften gibt, kann die Versio Diessensis-Coloniensis nur aus späteren Zitaten in anderen Schriften erschlossen werden. Da diese Zitate oft die Kapitelzählung der Ausgangsversion mit angeben, ist bekannt, dass diese mindestens 33 Kanones enthielt.
Nach neuerer Meinung ist die Versio Catalaunensis eine Ergebnisniederschrift der Beratungen in Trebur, die anschließend zu einer offiziellen Fassung von 31 Kapiteln, der Versio Diessensis-Coloniensis, zusammengefasst wurde. Andere sehen die Versio Diessensis-Coloniensis näher am „originalen“ Beratungsergebnis der Synode als die Versio Catalaunensis und die beiden anderen Versionen als jeweils erweiterte Ausarbeitungen. Die Versio Catalaunensis weist zudem die Besonderheit auf, dass sie als einzige in den Begründungen an einigen Stellen auf Kapitularien – also weltliches Recht – verweist.
Einigkeit besteht heute darüber, dass die Versio Vulgata Ergebnis einer späteren Redaktion ist, die im bairischen Raum, wahrscheinlich in Freising, entstand. Dabei wurden gegenüber dem ursprünglichen Beratungsergebnis von Trebur zusätzliche Kanones eingefügt. Die Versio Vulgata ist mit inhaltlich sehr ähnlichen Texten in vier Codices überliefert, die im 10. und 11. Jahrhundert in Freising niedergeschrieben wurden. Der Erstdruck der Versio Vulgata erfolgte 1525 in Mainz. Vorlage war ein heute verlorenes Manuskript, dass sich damals im Besitz von Sebastian Sprenz, Bischof von Brixen, befand.

### Rezeption
Die älteste erhaltene Rezeption der Synodenbeschlüsse ist nahezu zeitgenössisch: Regino von Prüm übernimmt sie umfangreich in sein 906 niedergeschriebenes Sendhandbuch. Weitere Autoren, die die Kanones der Synode von Trebur wiedergeben, sind das Liber decretorum des Bischofs Burchard von Worms, das Decretum und die Panormia des Ivo von Chartres sowie Gratian.

### Weitere Beratungsgegenstände
Ein weiterer Beratungspunkt der Synode war die Rückgliederung des Bistums Bremen in die Kirchenprovinz Köln, die Erzbischof Hermann I. von Köln schon seit langer Zeit betrieb.

## Teilnehmer
Die Zahl und die Namen der Teilnehmer an der Synode weichen je nach Quelle etwas voneinander ab:
- Die Versio Diessensis-Coloniensis[54] und Regino von Prüm nennen 26 Bischöfe und eine nicht genannte Zahl von Äbten.[55]
- Die anderen Quellen[56] nennen 22 Teilnehmer.

Namentlich erfasst werden können:
- Erzbischof Hatto I. von Mainz
- Erzbischof Hermann I. von Köln
- Erzbischof Radbod von Trier
- Bischof Waldo von Freising
- Bischof Erchanbald von Eichstätt
- Bischof Tuto von Regensburg
- Bischof Adalbero von Augsburg
- Bischof Salomo III. von Konstanz
- Bischof Theodolf (Diotolfus) von Chur
- Bischof Iringus von Basel
- Bischof Walram von Straßburg
- Bischof Gotedank von Speyer
- Bischof Thietlach von Worms
- Bischof Adalgar von Bremen
- Bischof Dado von Verdun
- Bischof Franco[58] von Lüttich (Tongern)
- Bischof Wigbert von Hildesheim
- Bischof Rudolf I. von Würzburg
- Bischof Sigimund von Halberstadt
- Bischof Robert I. von Metz
- Bischof Drogo von Minden
- Bischof Biso von Paderborn
- Bischof Egilmar von Osnabrück
- Bischof Wolfhelm von Münster[59]
- Bischof Adalbald I. von Utrecht[60]
- Bischof Wigbert von Verden[61]